# Versichertenkarte (Schweiz)
Die einheitliche Versichertenkarte (französisch Carte d’assuré, italienisch Tessera d’assicurato, rätoromanisch Carta da persunas assicuradas) ist eine Karte in Scheckkartenformat, die für die Speicherung administrativer und gesundheitsbezogener Informationen an jede in der Schweiz krankenversicherte Person seit dem Jahr 2010 ausgegeben wird. Sie stellt einen ersten Schritt in Richtung einer Gesundheitskarte dar.
Ziel der Versichertenkarte ist es Abrechnungsprozesse zu vereinfachen (zwischen Versicherern sowie Ärzten, Apothekern oder Spitälern), medizinische Daten für Notfälle bereitzuhalten, sowie durch Effizienzgewinne Kosten zu sparen.

## Geschichte
Die neue Versichertenkarte ersetzt uneinheitliche, von Versicherungen ausgegebenen Plastikkarten, die als Mitgliederausweis dienten.

## Gesetzliche Grundlagen

### Bundesgesetz
Am 8. Oktober 2004 hat das Parlament die rechtliche Grundlage für die Einführung einer Versichertenkarte
geschaffen. Der entsprechende Artikel 42a Abs. 1 im Krankenversicherungsgesetz (KVG) ist
seit dem 1. Januar 2005 in Kraft und lautet:

„Der Bund kann bestimmen, dass jede versicherte Person für die Dauer ihrer Unterstellung unter die obligatorische Krankenpflegeversicherung eine Versichertenkarte enthält. Diese enthält den Namen der versicherten Person und eine vom Bund vergebene Sozialversicherungsnummer.“

### Personenfreizügigkeitsabkommen
Das Personenfreizügigkeits-Abkommen mit der Europäischen Union hat die Schweiz verpflichtet, bis Anfang 2006 in der Grundversicherung eine Versichertenkarte einzuführen, welche im Notfall zum medizinischen Leistungsbezug im europäischen Raum ermächtigt und somit das Formular E111 ersetzt. Die Versichertenkarte hat das Format einer Kreditkarte und enthält rein administrative Angaben wie Name, Vorname, Geburtsdatum, Versichertennummer, Versicherer, Kartennummer und Ablaufdatum.

## Gespeicherte Daten
Die Versichertenkarte enthält folgende Daten:

### Basisdaten
- Name und Vorname des Versicherten
- Geburtsdatum
- Versichertennummer
- Kartennummer
- Ablaufdatum
- Versichertennummer der Alters- und Hinterlassenenversicherung (AHV-Nummer)
- Geschlecht

### Optionale Daten von Versicherern
Elektronisch kann der Versicherer ausserdem folgende administrative Daten abspeichern:
- Postadresse der versicherten Person
- Besondere Versicherungsformen, die die versicherte Person abgeschlossen hat (z. B. HMO-Modell);
- Angabe darüber, ob die Unfalldeckung sistiert ist (d. h. ob man bei der Krankenversicherung auch gegen Unfall versichert ist oder nicht);
- Angaben über Zusatzversicherungen, wenn die versicherte Person damit einverstanden ist;
- Daten der EU-Krankenversicherungskarte
- Rechnungsadresse des Versicherers

Ausserdem werden auch nicht-persönliche, administrative Daten aufgedruckt und gespeichert:
- Name und Kennnummer des Versicherers
- Kennnummer der Versichertenkarte
- Ablaufdatum der Versichertenkarte

Sofern die versicherte Person dies wünscht, können auch medizinische Daten auf der Versichertenkarte gespeichert werden.

### Aufgedruckte Daten
Auf der Rückseite können die Daten der EU-Krankenversicherungskarte aufgedruckt sein. Diese umfassen Name, Vorname, eine persönliche Kennnummer (AHV-Nummer des Versicherten) und Geburtsdatum.

## Funktionen
- Mikrochip und PUK für medizinische Notfalldaten
- Speicherung der AHV-Nummer
- Deckungsabfrage bei Versicherern für Krankenversicherungsgesetz (Obligatorium)[5]